# World Doubles Championships 1979 - Doppio
Il doppio del torneo di tennis World Doubles Championships 1979, facente parte del WTA Tour 1979, ha avuto come vincitrici Françoise Dürr e Betty Stöve che hanno battuto in finale Sue Barker e Ann Kiyomura con il punteggio di 7–5, 7–6.

## Teste di serie
1. Françoise Dürr /  Betty Stöve (Campionesse)
2. Sue Barker /  Ann Kiyomura (finale)
3. Kerry Reid /  Wendy Turnbull (semifinali)
4. Sharon Walsh /  Lesley Hunt (semifinali)

1. Rosie Casals /  Anne Smith (primo turno)
2. Virginia Wade /  Janet Newberry (primo turno)
3. Sherry Acker /  Mary Carillo (primo turno)
4. Carrie Meyer /  Pam Teeguarden (primo turno)

## Tabellone

### Legenda
| - Q = Qualificato - WC = Wild card - LL = Lucky loser | - ALT = Alternate - SE = Special Exempt - PR = Protected Ranking | - w/o = Walkover - r = Ritirato - d = Squalificato |

|  | Primo turno | Primo turno                  | Primo turno                 | Primo turno | Primo turno |  |  | Semifinali | Semifinali                 | Semifinali                 | Semifinali              | Semifinali              |   |   | Finale | Finale                     | Finale                     | Finale | Finale |  |
|  |             |                              |                             |             |             |  |  |            |                            |                            |                         |                         |   |   |        |                            |                            |        |        |  |
|  | 1           | Françoise Dürr Betty Stöve   | Françoise Dürr Betty Stöve  | 6           | 6           |  |  |            |                            |                            |                         |                         |   |   |        |                            |                            |        |        |  |
|  | 7           | Sherry Acker Mary Carillo    | Sherry Acker Mary Carillo   | 3           | 1           |  |  | 1          | Françoise Dürr Betty Stöve | Françoise Dürr Betty Stöve | 7                       | 6                       |   |   |        |                            |                            |        |        |  |
|  | 3           | Kerry Reid Wendy Turnbull    | 4                           | 7           | 7           |  |  | 3          | Kerry Reid Wendy Turnbull  | Kerry Reid Wendy Turnbull  | 6                       | 3                       |   |   |        |                            |                            |        |        |  |
|  | 6           | Virginia Wade Janet Newberry | 6                           | 5           | 5           |  |  |            |                            |                            |                         |                         |   |   | 1      | Françoise Dürr Betty Stöve | Françoise Dürr Betty Stöve | 7      | 7      |  |
|  | 4           | Sharon Walsh Lesley Hunt     | 7                           | 1           | 6           |  |  |            |                            | 2                          | Sue Barker Ann Kiyomura | Sue Barker Ann Kiyomura | 5 | 6 |        |                            |                            |        |        |  |
|  | 5           | Rosie Casals Anne Smith      | 6                           | 6           | 3           |  |  | 4          | Sharon Walsh Lesley Hunt   | Sharon Walsh Lesley Hunt   | 0                       | 2                       |   |   |        |                            |                            |        |        |  |
|  | 2           | Sue Barker Ann Kiyomura      | Sue Barker Ann Kiyomura     | 6           | 6           |  |  | 2          | Sue Barker Ann Kiyomura    | Sue Barker Ann Kiyomura    | 6                       | 6                       |   |   |        |                            |                            |        |        |  |
|  | 8           | Carrie Meyer Pam Teeguarden  | Carrie Meyer Pam Teeguarden | 0           | 3           |  |  |            |                            |                            |                         |                         |   |   |        |                            |                            |        |        |  |